# Castello normanno-svevo (Gioia del Colle)
Il castello normanno-svevo di Gioia del Colle è un castello di origine normanna situato nel centro storico di Gioia del Colle.
Dal dicembre 2014 il Ministero per i beni e le attività culturali e per il turismo lo gestisce tramite il Polo museale della Puglia, nel dicembre 2019 divenuto Direzione regionale Musei.

## Storia

### Origini bizantine
Il nucleo più antico del Castello, corrispondente all'ala Nord, è di epoca bizantina, risalente al IX secolo. Esso consisteva di un recinto fortificato di forma rettangolare in pietra calcarea. Era presente un piccolo cortile, adiacente alla muraglia meridionale, che si apriva verso l'esterno in quella che adesso è piazza dei Martiri del 1799. Il Castello aveva la funzione principale di dare riparo alla popolazione in occasione di scorrerie di genti nemiche.

### Periodo normanno

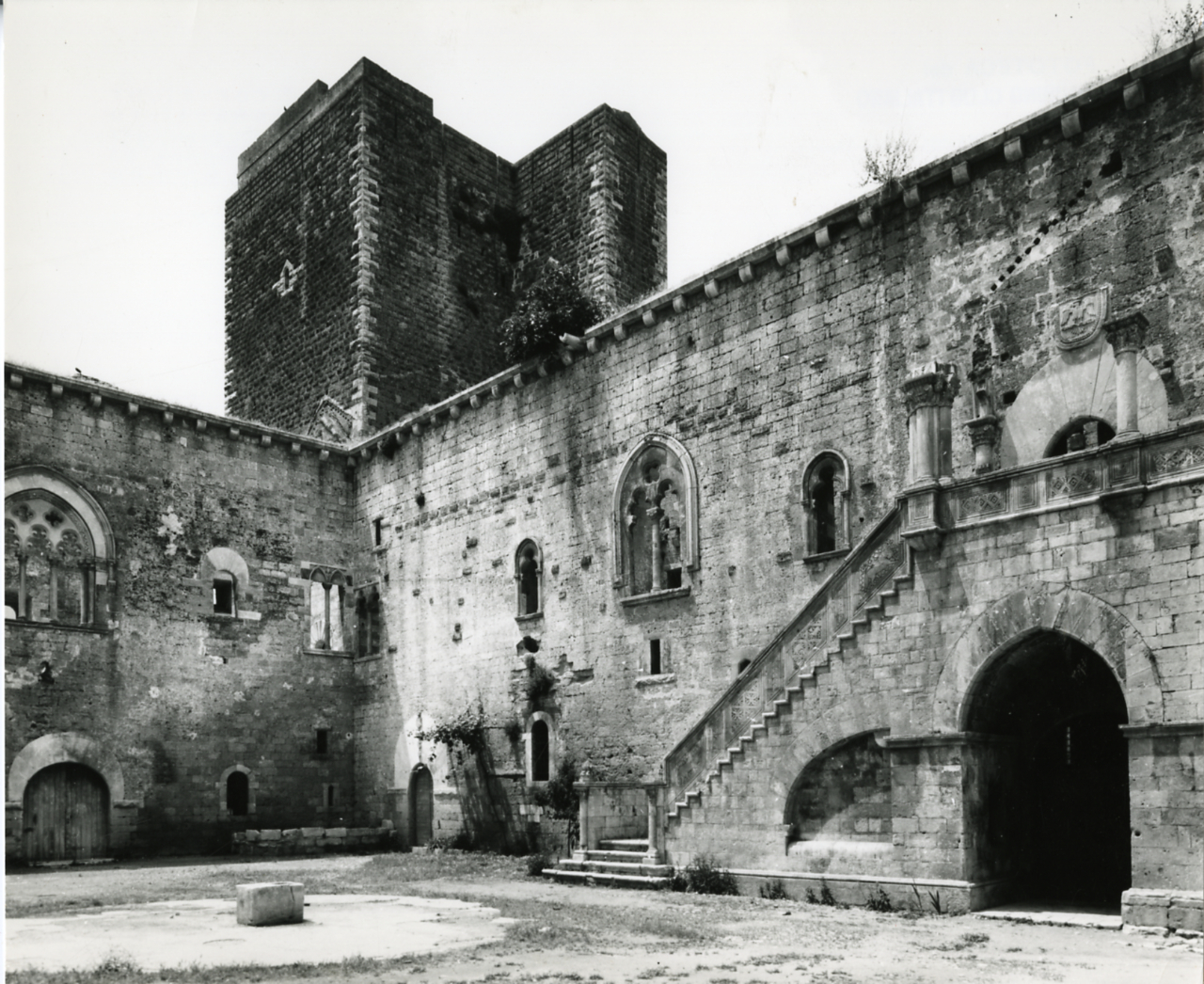
La corte interna. Foto di Paolo Monti, 1970

Tra l'XI e il XII secolo il Castello venne ampliato da Riccardo Siniscalco, della dinastia normanna degli Altavilla (Siniscalco è titolo di alto funzionario reale presso i Normanni), Duca di Puglia e primo feudatario del territorio dell'odierna Gioia del Colle. Il documento più antico in cui viene fatta menzione del Castello risale al 1108: sembrerebbe quindi ancora precedente l'intervento di ampliamento normanno. Riccardo Siniscalco trasformò il fortilizio bizantino in una roccaforte feudale, allargando il cortile verso Sud e recintandolo con un solido muro, e costruendo un mastio nell'angolo Sud-Ovest, successivamente denominato "Torre De' Rossi”. Il Re di Sicilia, Ruggero II, sempre di stirpe normanna, modificò parzialmente la fortificazione, con l'aggiunta di altre due torri negli angoli Nord-Est e Nord-Ovest, non più esistenti.
Il Castello e l'abitato circostante sarebbero stati, poi, distrutti da Guglielmo I il Malo, quando questi recuperò il potere sulla terra di Bari.

### Periodo svevo
La sistemazione attuale si deve a Federico II di Svevia, il quale attorno al 1230 rifondò il castrum di ritorno dalla Sesta crociata in Terrasanta, aggiungendo una torre nell'angolo Sud-Est, cosiddetta "Torre Imperatrice", innalzando cortine murarie nel cortile, per ricavarne ambienti chiusi, di servizio al piano terra (cucina, depositi, stalle, scuderie), di rappresentanza e residenziali al primo piano.
In tal modo l'edificio assunse una struttura grossomodo quadrangolare, con cortile interno e quattro torri angolari, tipica dei castelli federiciani.
Il Castello così voluto dall'Imperatore faceva parte della rete di residenze e fortificazioni disseminate nel territorio dell'Italia Meridionale, dalla Capitanata fino alla Sicilia, destinate al controllo militare delle fertili regioni del Regno. Per tutta l'età sveva, infatti, il Castello di Gioia del Colle fu sede di una guarnigione militare e solo pochi ambienti erano lasciati liberi e a disposizione del sovrano. Da alcune cronache e testimonianze, seppure posteriori, sembra, tuttavia, che il puer apuliae amasse risiedere nel Castello di Gioia per le sue battute di caccia nei boschi della Silva Regia.

### Periodo angioino, aragonese ed età moderna

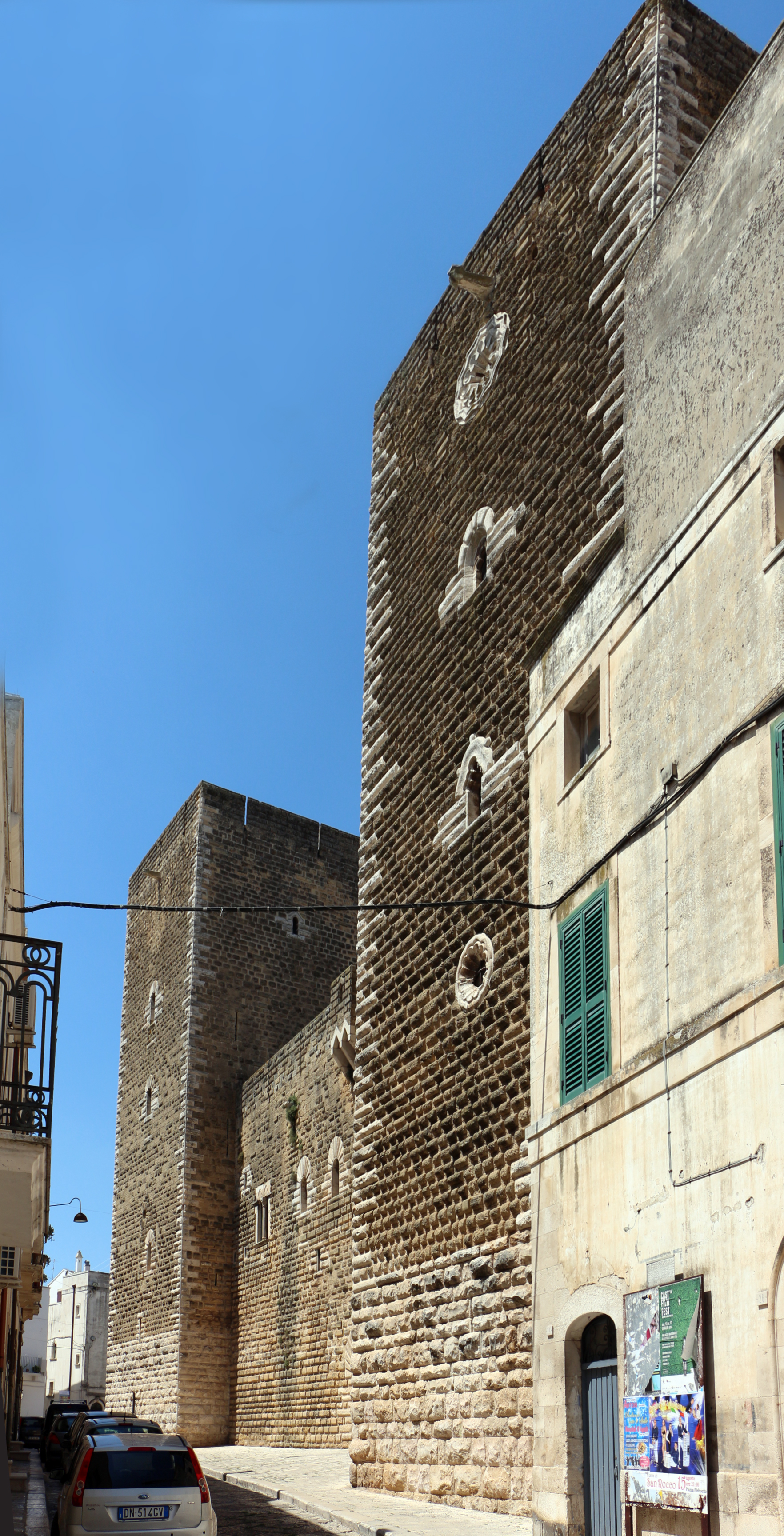
Il lato sud del castello con il secondo ingresso

Con la sconfitta di Manfredi nella battaglia di Benevento del 1266, l'egemonia sveva sull'Italia meridionale terminò. Il Castello di Gioia del Colle seguì le medesime sorti. Dopo gli Svevi, esso passò sotto il dominio degli Angioini e degli Aragonesi.
Dopo l'uccisione di Manfredi, secondo la leggenda nato a Gioia del Colle, il Castello divenne quindi proprietà dei Principi di Taranto fino al '400, dei Conti di Conversano fino al '600 e dei Principi di Acquaviva fino agli inizi del '800.
Nel corso di questi secoli il Castello fu gradualmente trasformato da costruzione militare a dimora residenziale ed adattato alle nuove esigenze abitative, avendo perso ogni importanza militare e civile, pur mantenendo il suo impianto strutturale.
Dal '600, perdendo a mano a mano importanza, il Castello cominciò una lunga fase di degrado e a subire deturpazioni, mantenendo tuttavia la struttura originaria a differenza di altri castelli di Puglia, che subirono vari adattamenti adeguandosi a nuove esigenze militari. Per questa ragione il Castello di Gioia del Colle costituisce una delle testimonianze più fedeli del periodo normanno-svevo.

### Età contemporanea
Il Castello divenne di proprietà di Donna Maria Emanuela Caracciolo nel 1806 fino al 1868. Nel 1884 fu comprato dal canonico Daniele Eramo, mentre agli inizi del XX secolo passò al marchese di Noci, Orazio De Luca Resta, il quale richiamò l'attenzione sul monumento, promuovendone il restauro, ed in seguito ne propose la donazione al Comune di Gioia del Colle.
A questo periodo risalgono i primi lavori di restauro effettuati dal 1907 al 1909 da parte dell'architetto Angelo Pantaleo, che miravano a recuperare l'aspetto originario, effettuando tuttavia delle ricostruzioni arbitrarie impostate su un'immagine stereotipata del Medioevo: tra queste alcune monofore, bifore e la trifora nella cortina muraria interna del lato Sud, nonché il trono e gli arredi in pietra dell'omonima sala. Nelle sue ricostruzioni, comunque, l'architetto adoperò materiale di reimpiego, anche di notevole pregio, scrupolosamente recuperato nelle demolizioni delle superfetazioni - strutture posteriori, risalenti ad epoche di degrado - presenti nel cortile.
Nel 1955 il Castello, molto malridotto, perché tenuto in uno stato di abbandono dagli eredi del Marchese De Luca Resta, venne acquistato dal Ministero della pubblica istruzione e annoverato tra i monumenti nazionali.
Tra il 1969 ed il 1974 il Castello è stato nuovamente restaurato, a seguito di alcuni crolli successivi all'intervento del 1907, questa volta ad opera dell'ingegnere Raffaele De Vita, che recuperò la funzionalità dei locali al piano terra, rendendolo infine visitabile come monumento ma anche atto ad ospitare attività culturali.
Dal 1977 il Castello è sede del Museo archeologico nazionale di Gioia del Colle. Per un breve periodo, inoltre, il Castello ha ospitato la Biblioteca comunale don Vincenzo Angelillo.

## Descrizione

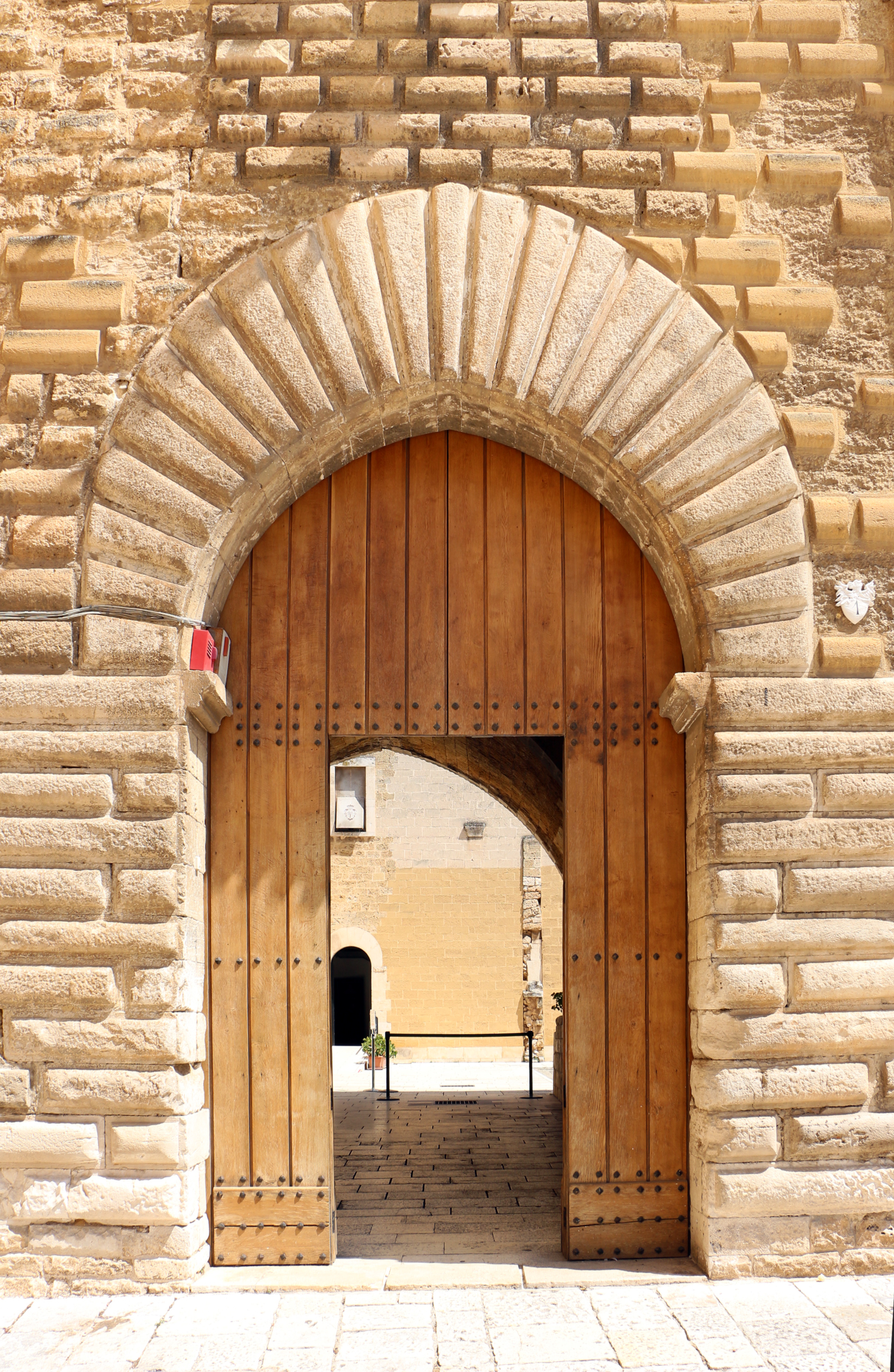
Il portone principale del castello, sul lato ovest

Il Castello consta di un cortile interno attorno al quale sorgono gli ambienti, organizzati in due piani. Ai due angoli del lato sud sorgono due torri (denominate “De' Rossi” e “dell'Imperatrice”, alte rispettivamente 28 m e 24 m), delle quattro originariamente presenti. Riferimenti a queste torri sono contenuti negli scritti di Honofrio Tangho del 1640 e di Gennaro Pinto del 1653.
L'aspetto esteriore risente degli apporti stilistici dei differenti proprietari del Castello; il contributo di Federico II di Svevia è tuttavia quello che maggiormente ha impattato sull'aspetto finale. L'opera federiciana si presenta infatti ecletticamente ricca di apporti diversi, tipica della tendenza dell'Imperatore di affiancare stili molto differenti tra di loro, con un particolare riguardo all'architettura islamica. Questo si nota nella varietà di motivi artistici all'interno del cortile e delle sale, ispirati appunto a modelli arabi filtrati attraverso modelli crociati, a cui si aggiunge il vistoso apparato di bugne che conferisce una nota di monumentalità alla severa ed austera costruzione normanna. Questo procedimento architettonico, di valore esclusivamente decorativo, si evidenzia nelle bianche cornici calcaree a bugnato lungo gli spigoli delle torri e nelle originali aperture esterne sulla facciata delle cortine e delle torri.

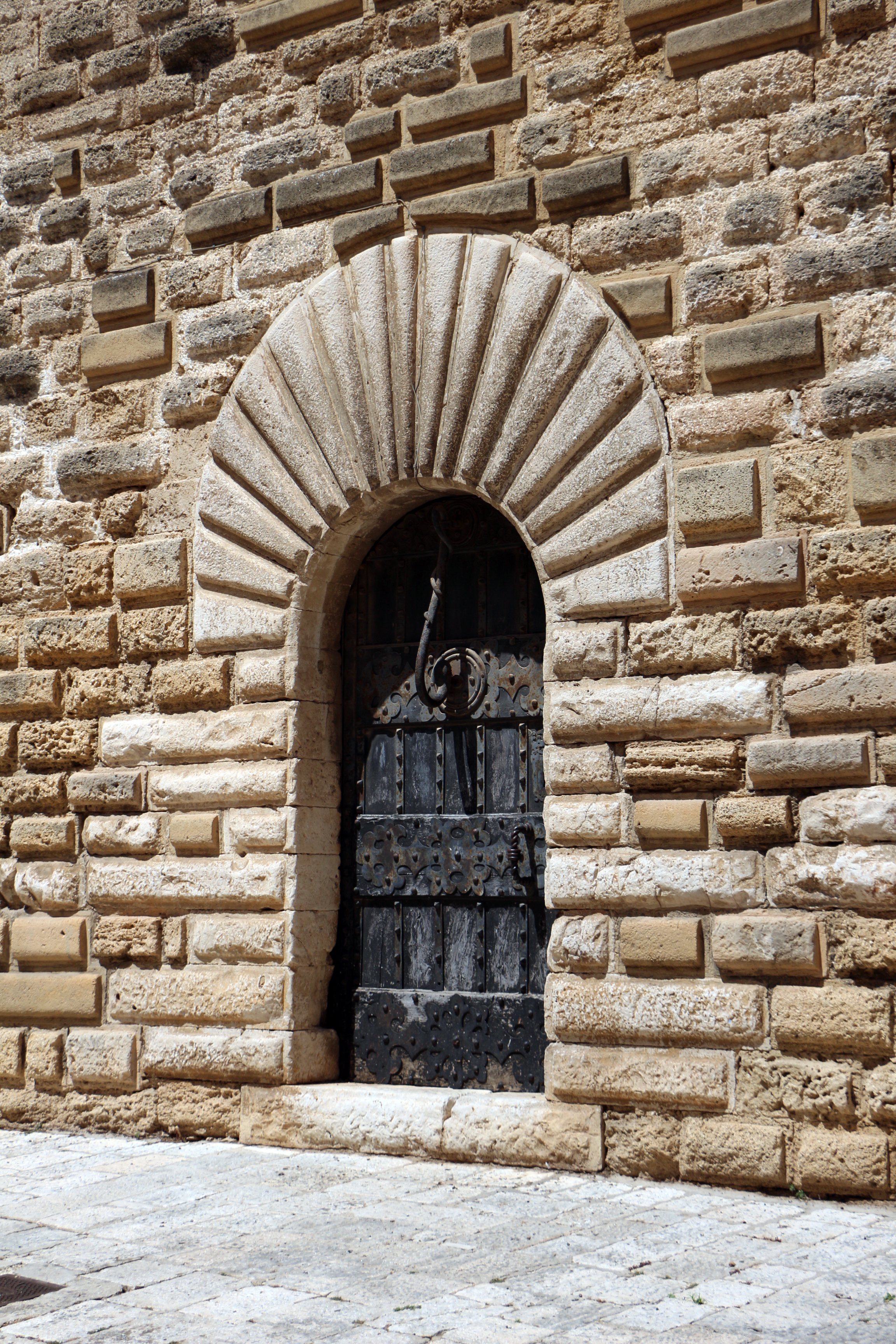
Il portale sud

Il materiale di costruzione del Castello è prevalentemente pietra calcarea e carparo rosso. La muratura esterna è costituita di tre diversi tipi di strutture murarie che denunciano tre epoche diverse di realizzazione: piccoli conci lapidei di pietra calcarea, sulla cortina nord e nord-est; bugne rettangolari a bauletto con canaletti incavati, sulla Torre dell'Imperatrice; bugne rettangolari poco aggettanti e schiacciate molto consunte dal tempo, su tutto il resto della costruzione. In particolare, il carparo rosso è stato utilizzato per realizzare le cortine e la parte alta delle torri; fino a 4,50 m di altezza su di queste ultime, infatti, sono state utilizzate bugne di pietra calcarea molto chiara, oltre che agli angoli delle torri e nell'incorniciatura di portali, finestre e di alcune feritoie.
Numerose monofore, bifore, una trifora (quest'ultima risalente al restauro del Pantaleo del 1907) e feritoie si aprono in maniera disordinata sulle cortine e sulle torri, confermando le diverse fasi costruttive.
Le cortine alte circa 12 m sono divise in due piani; quelli inferiori mostrano numerose strette feritoie, quelli superiori diverse finestre di varia forma.

### Ingressi
Esistono vari ingressi: il principale è costituito da un ampio portale situato sul lato ovest, un secondo è poco più di una porta sul lato sud. Entrambi sono sormontati da una corona di bugnato a raggiera. Caditoie a due canne incombono al di sopra degli ingressi.
Un terzo ingresso è stato portato alla luce attraverso la cortina nord.

### Cortile
Dal portone principale, con il suo arco ogivale, si accede al cortile trapezoidale, dove si trovano la scala per l'accesso al piano superiore nonché i vari locali del pian terreno. La scalinata presenta dei bassorilievi rappresentanti animali e scene di caccia.
Al centro del cortile si trova un pozzo cisterna per la raccolta dell'acqua piovana. Le cortine interne sui lati nord ed est del cortile sono state ricostruite.

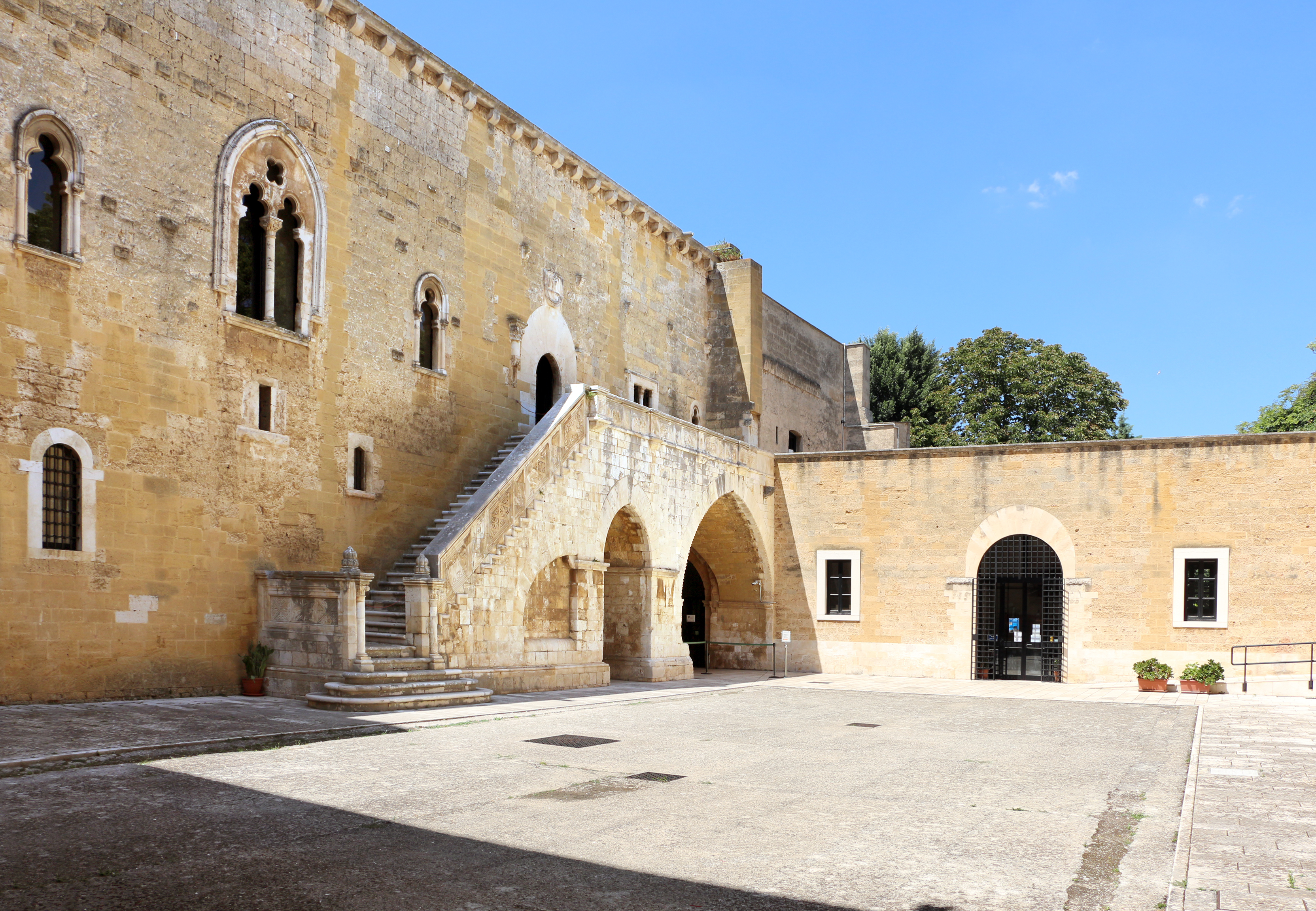
Il cortile interno
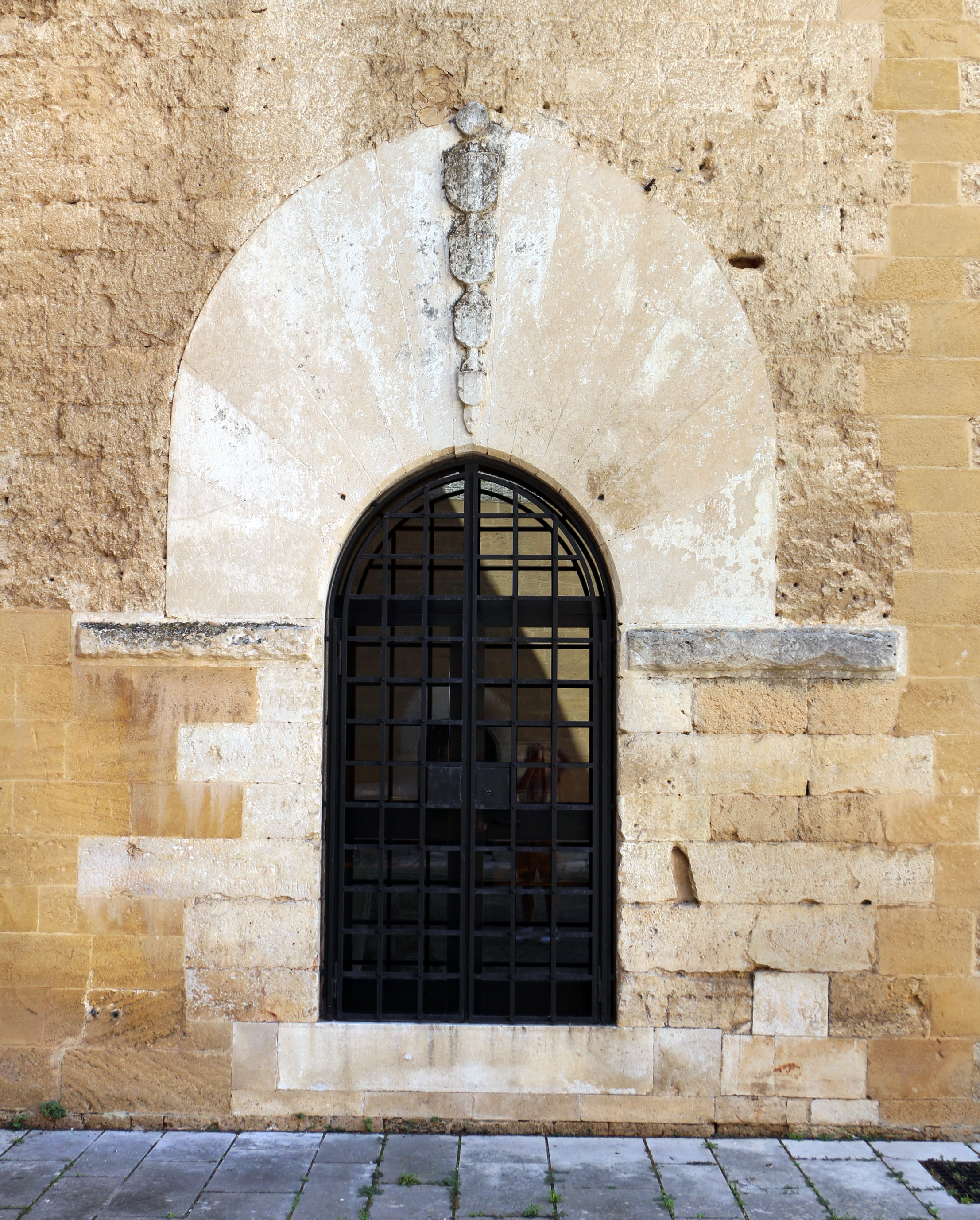
Un portale nel cortile interno
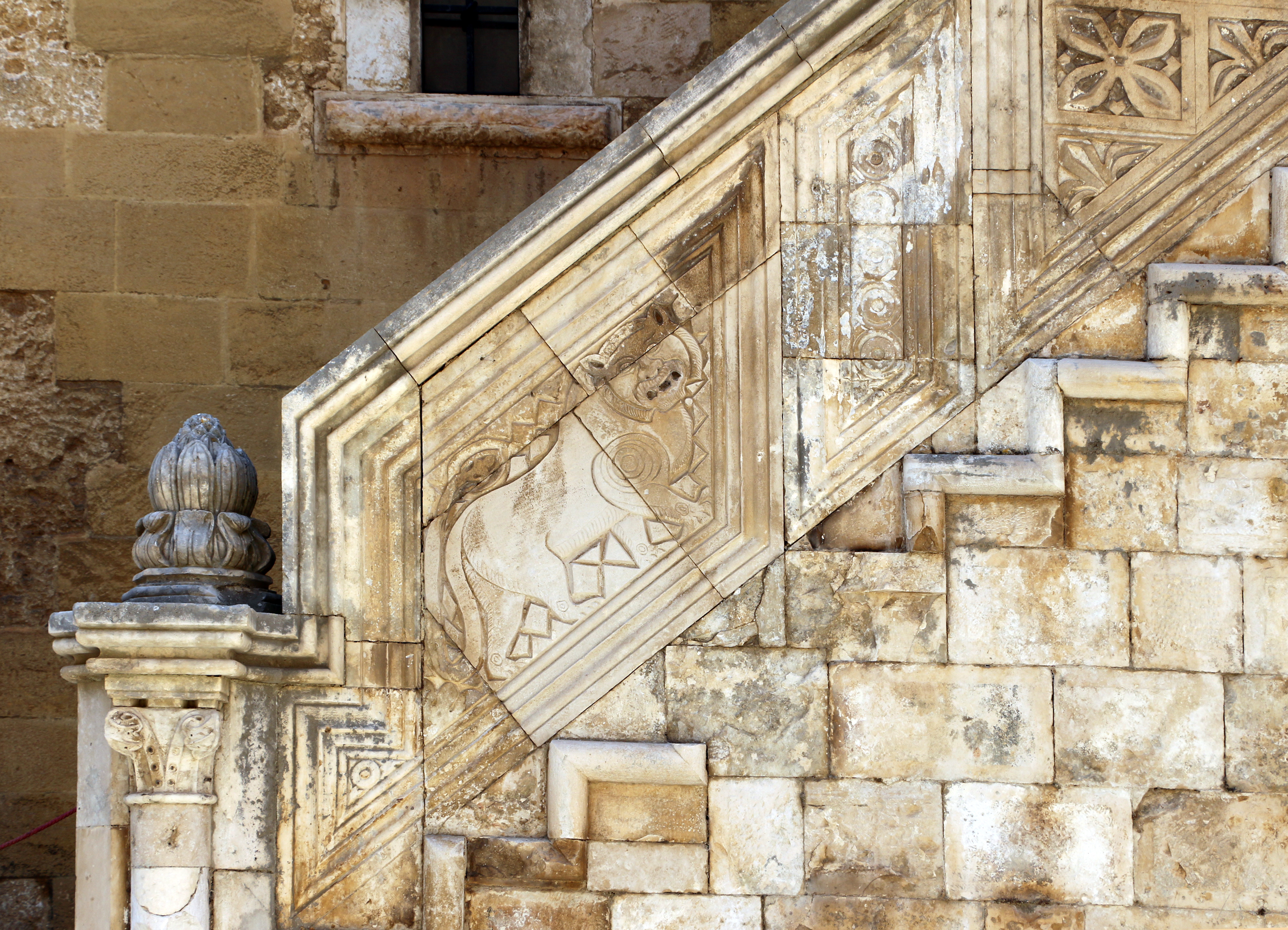
Scala nel cortile interno - particolare

### Sale del museo archeologico

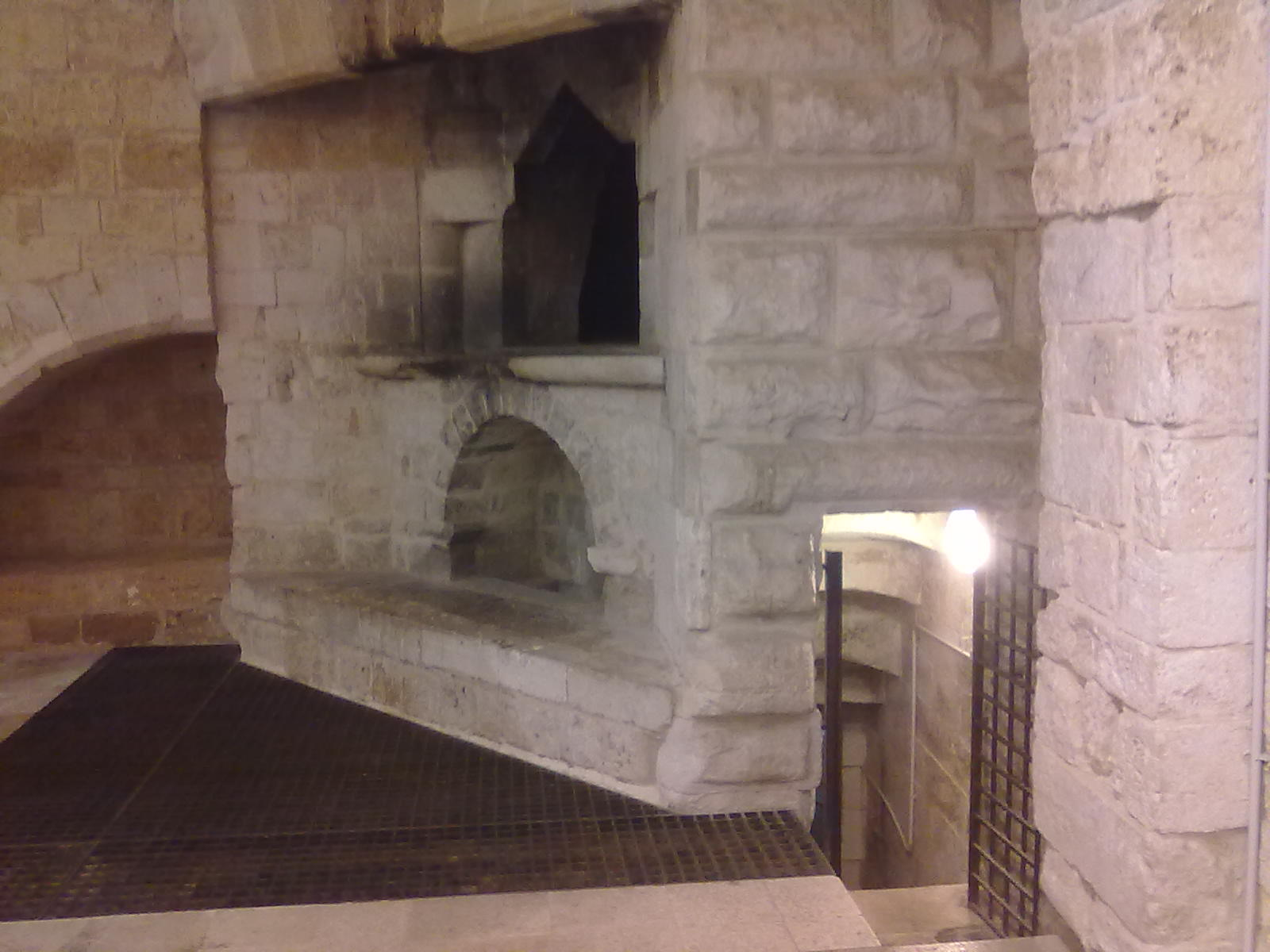
Il forno monumentale alla base della Torre Imperatrice, con l'accesso alla prigione.

Dal cortile si accede ai locali al piano terra destinati in antichità alle stalle, alla servitù e agli uomini d'arme, nonché al deposito di grano e vettovaglie.
Queste ultime sale presentano le esposizioni del Museo archeologico nazionale di Gioia del Colle, che raccoglie i reperti provenienti dagli scavi archeologici effettuati nelle aree di Monte Sannace e Santo Mola.

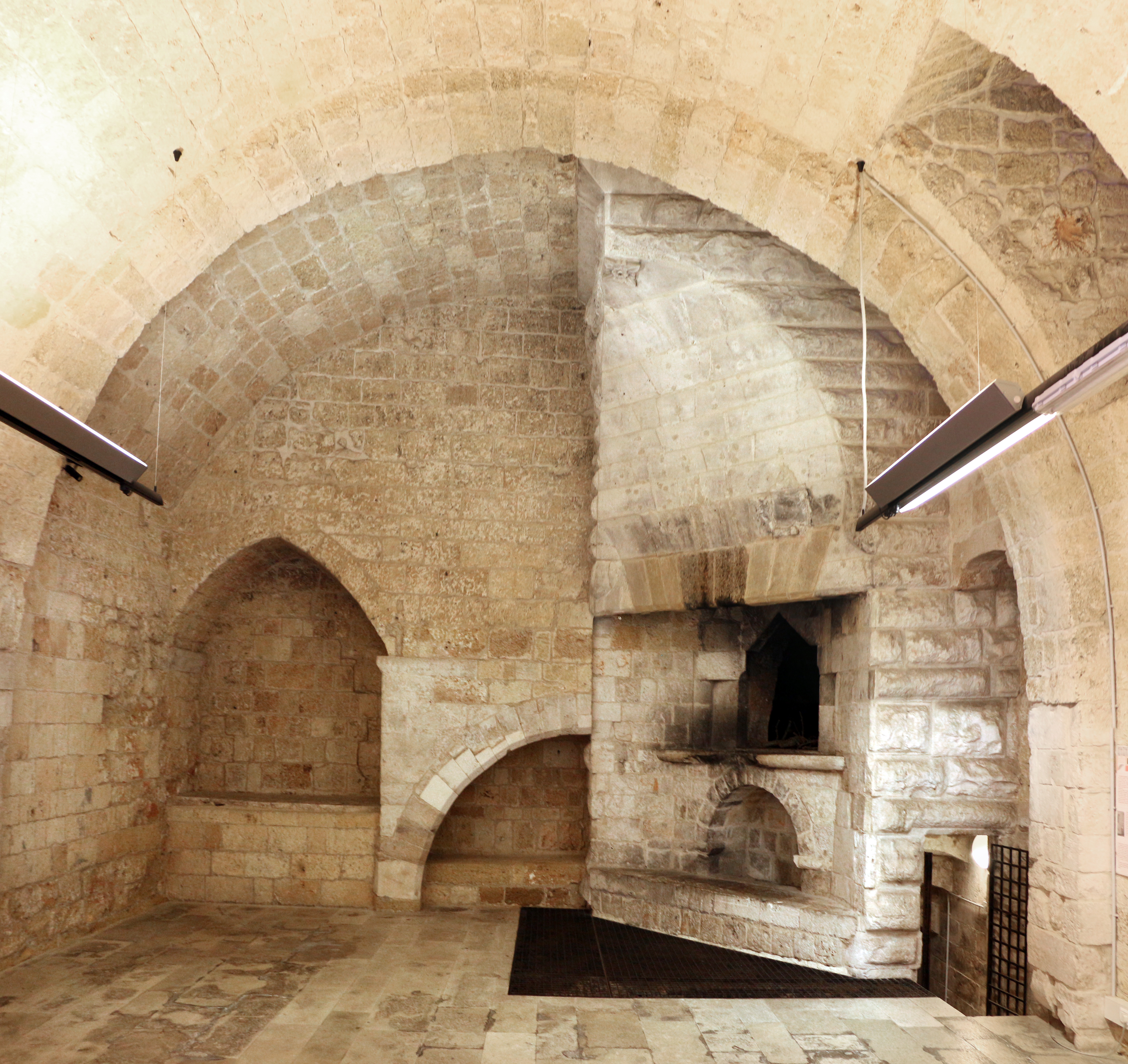
La Sala del Forno.

### Sala del forno e prigione
Sul lato meridionale del cortile si trova l'accesso alla Sala del Forno, dalla quale si scende in un piccolo sotterraneo, adibito in antichità a prigione, su una parete della quale sono scolpite due rotondità, che secondo la leggenda riproducono i seni di Bianca Lancia, amante di Federico II di Svevia.
Stando alla medesima leggenda, l'Imperatrice partorì Manfredi, avuto dalla relazione con Federico II di Svevia, nella prigione del Castello.
Questo ambiente è situato alla base della Torre Imperatrice.

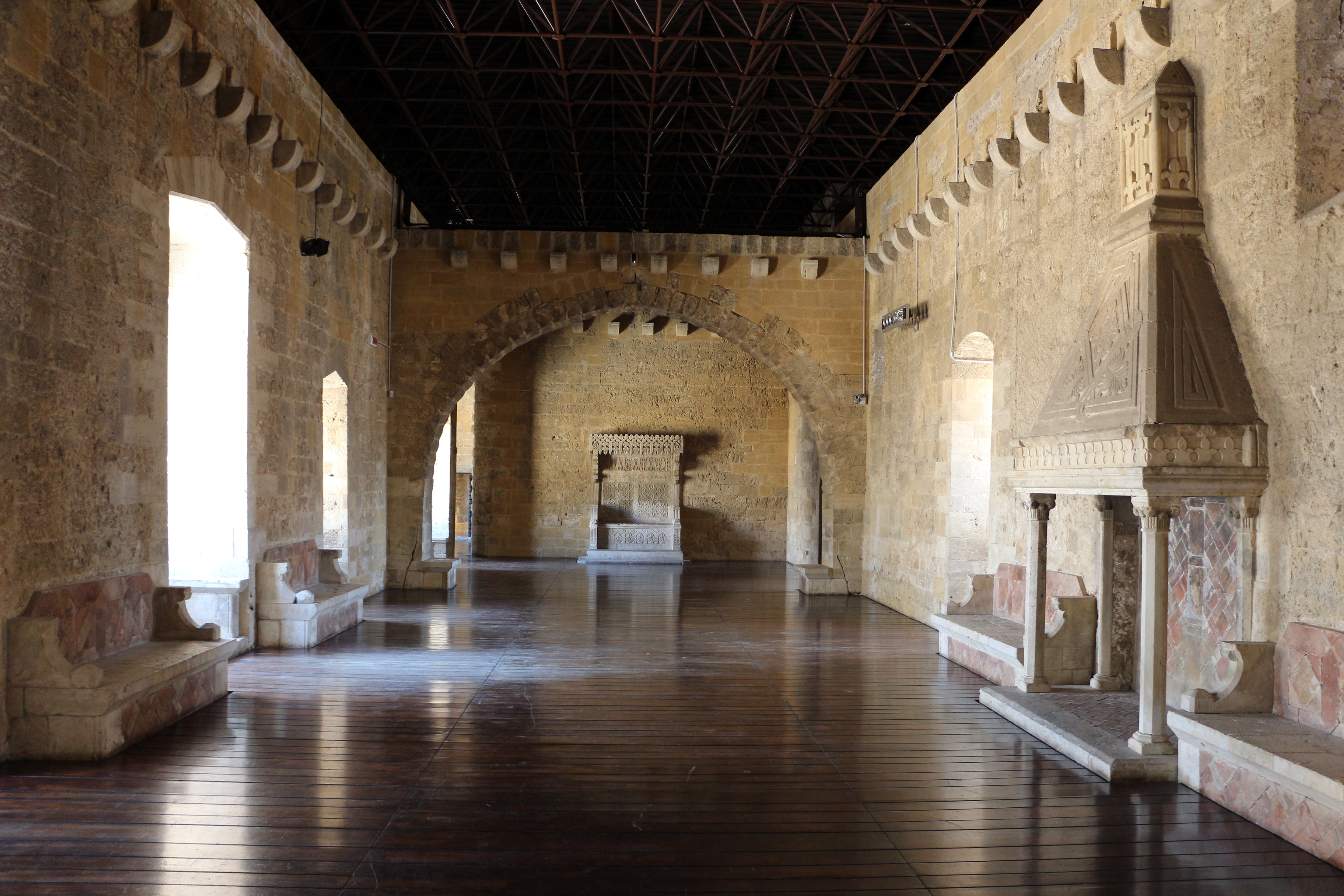
La Sala del Trono

### Sala del Trono
Dalla scalinata monumentale del cortile si sale al primo piano, dove sono presenti altri locali, a cominciare dalla Sala del trono. In fondo a questa si trova un trono in pietra, costruito nel corso del restauro del 1907, con frammenti scultorei recuperati nel Castello in seguito alle demolizioni. Un fregio a bassorilievo costituito da una serie di falchi disposti di profilo a coppie e interrotti da croci decora lo schienale del trono.
Un arco presente verso l'estremità della sala serviva a suddividere idealmente il locale in due settori, destinati, uno all'Imperatore, l'altro ai sudditi e dignitari che venivano ricevuti in udienza.
La copertura in legno originaria, ricostruita dal Pantaleo, è crollata negli anni '30 e nel corso dell'ultimo restauro è stata sostituita con una struttura metallica, mentre il pavimento è stato ricoperto di elementi lignei.
Nella sala sono presenti un camino e vari sedili in pietra, anch'essi risalenti al restauro del Pantaleo.

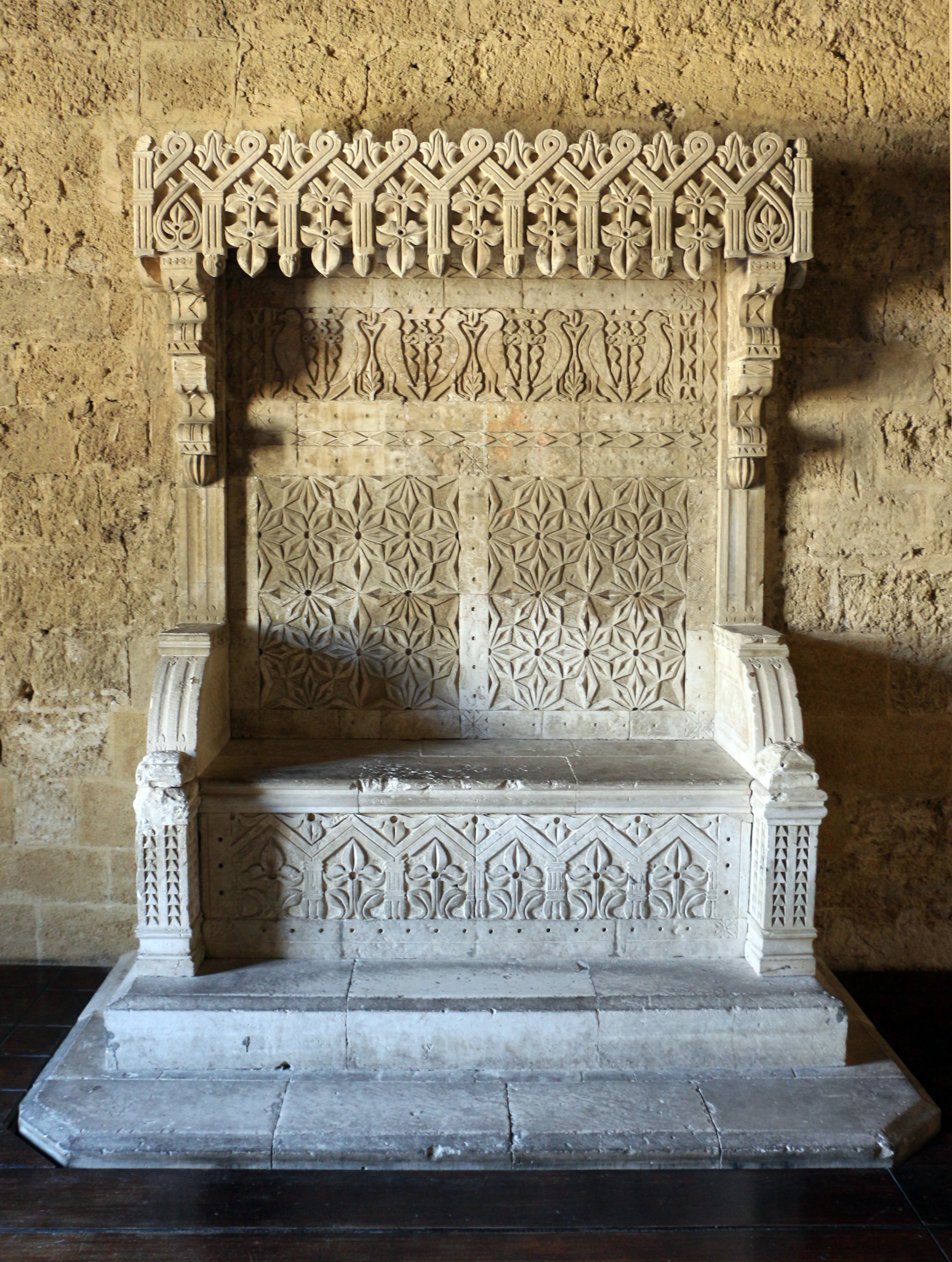
Il trono
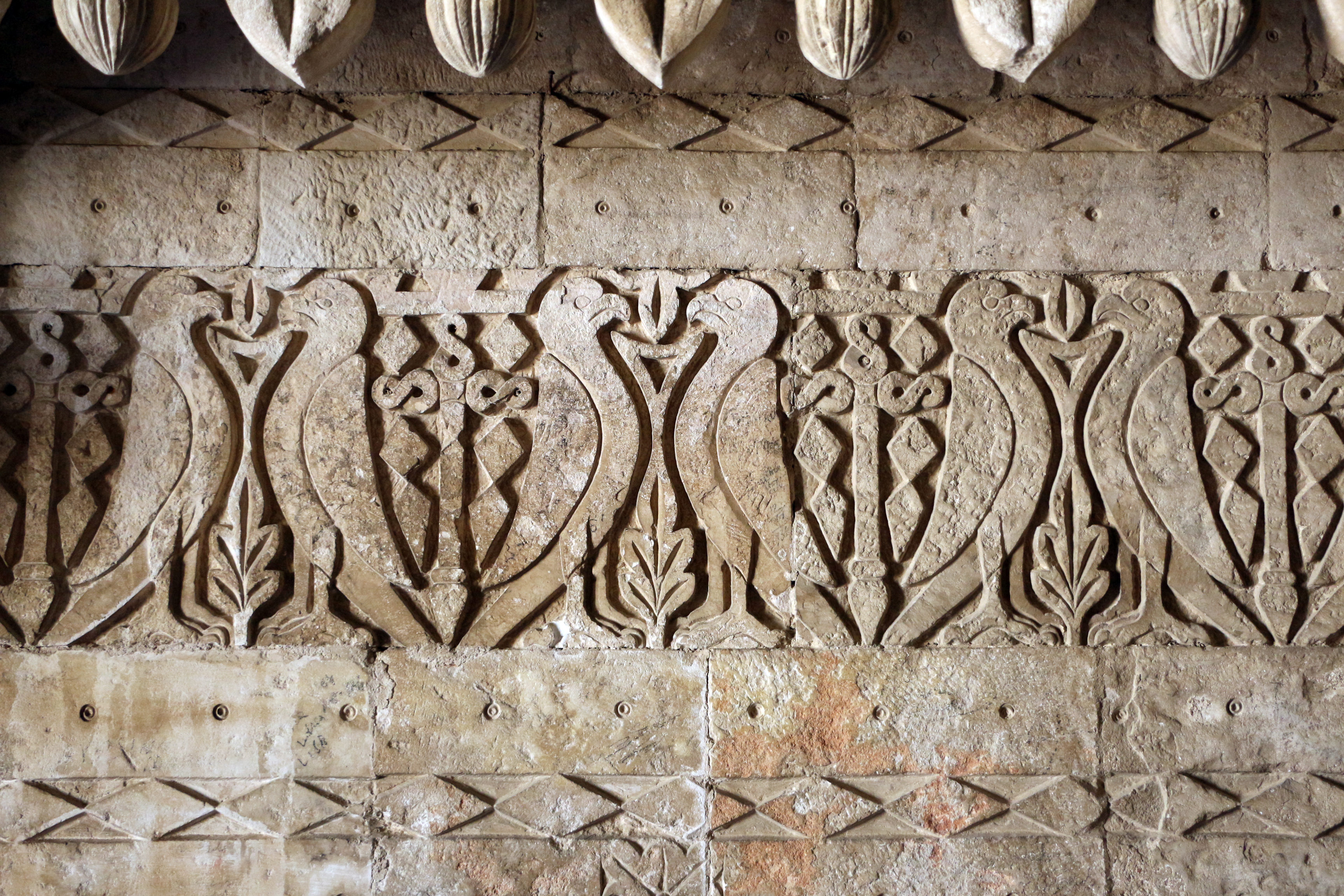
Il fregio sullo schienale del trono
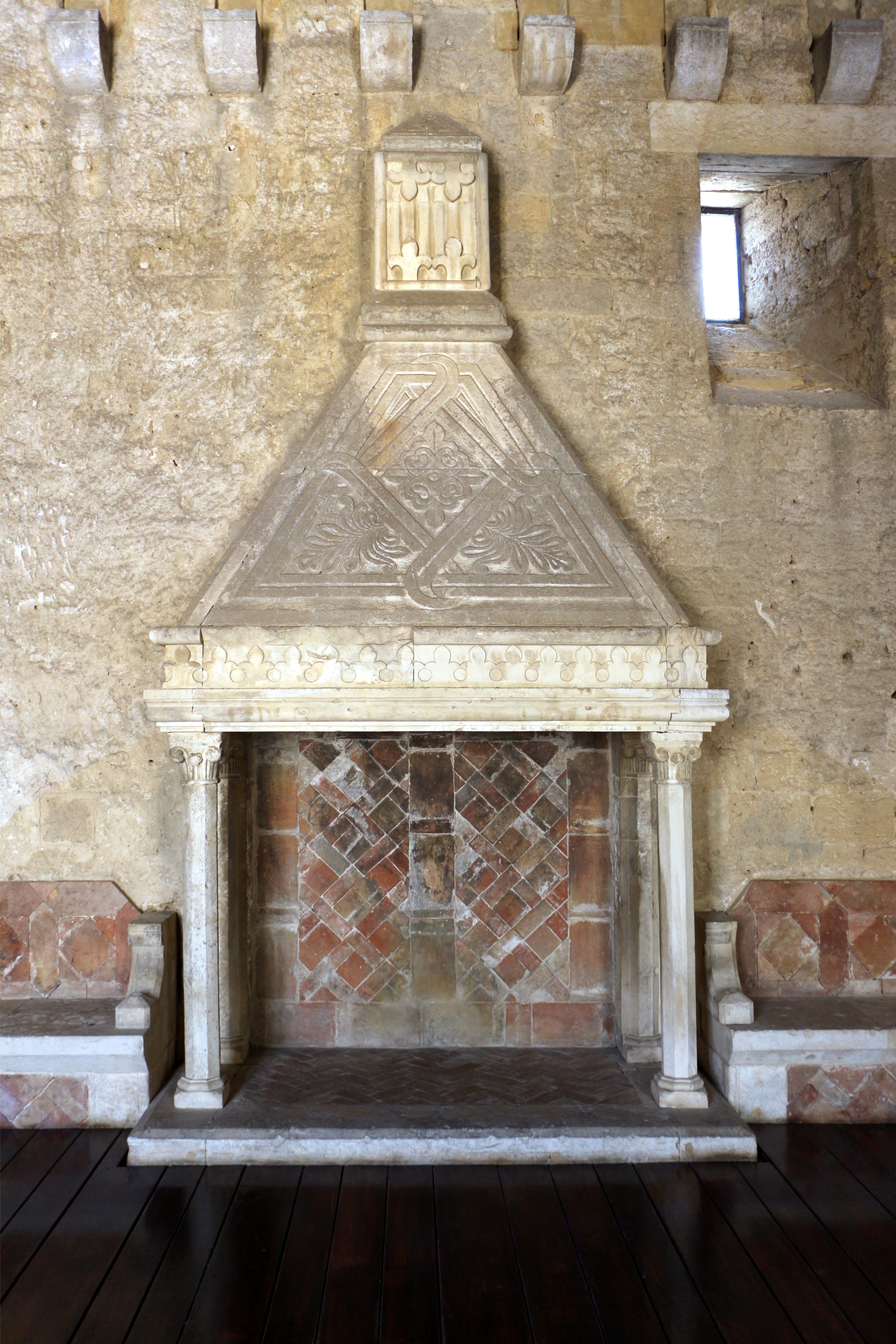
Il camino all'interno della Sala del Trono

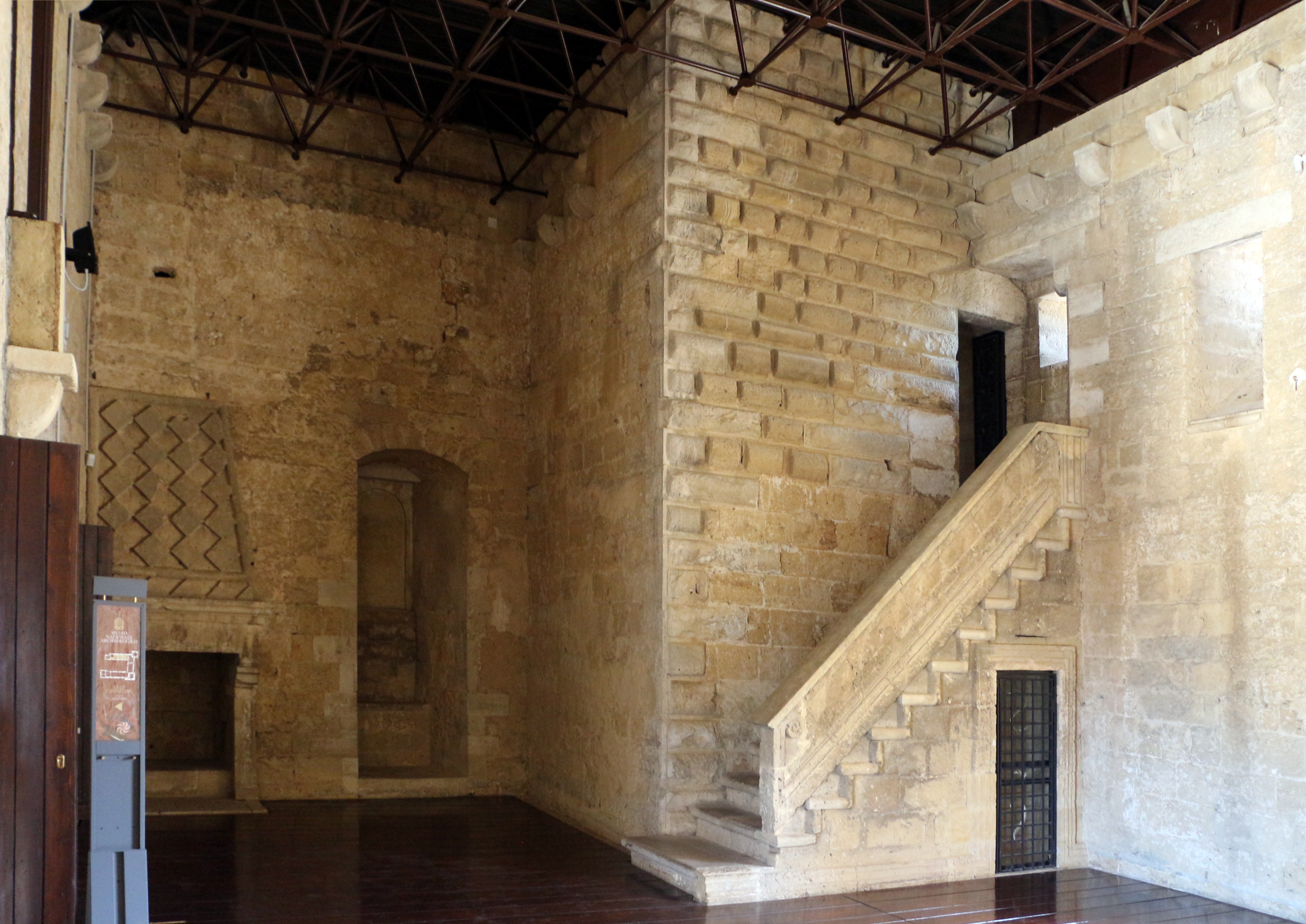
La Sala del Gineceo

### Sala del Camino
Dalla Sala del Trono si accede alla Sala del Camino, cosiddetta per la presenza di un camino rinascimentale. La sala, illuminata da una trifora, ricostruita dal Pantaleo in luogo di una grande finestra originaria, era probabilmente adibita a sala da pranzo della corte. Una porta, sormontata da uno stemma araldico, conduce alla Sala del Gineceo, probabilmente ad uso della regina e delle cortigiane, che vi trascorrevano gran parte della giornata; una seconda porta, invece, conduce alla Torre De' Rossi.

### Torre De' Rossi

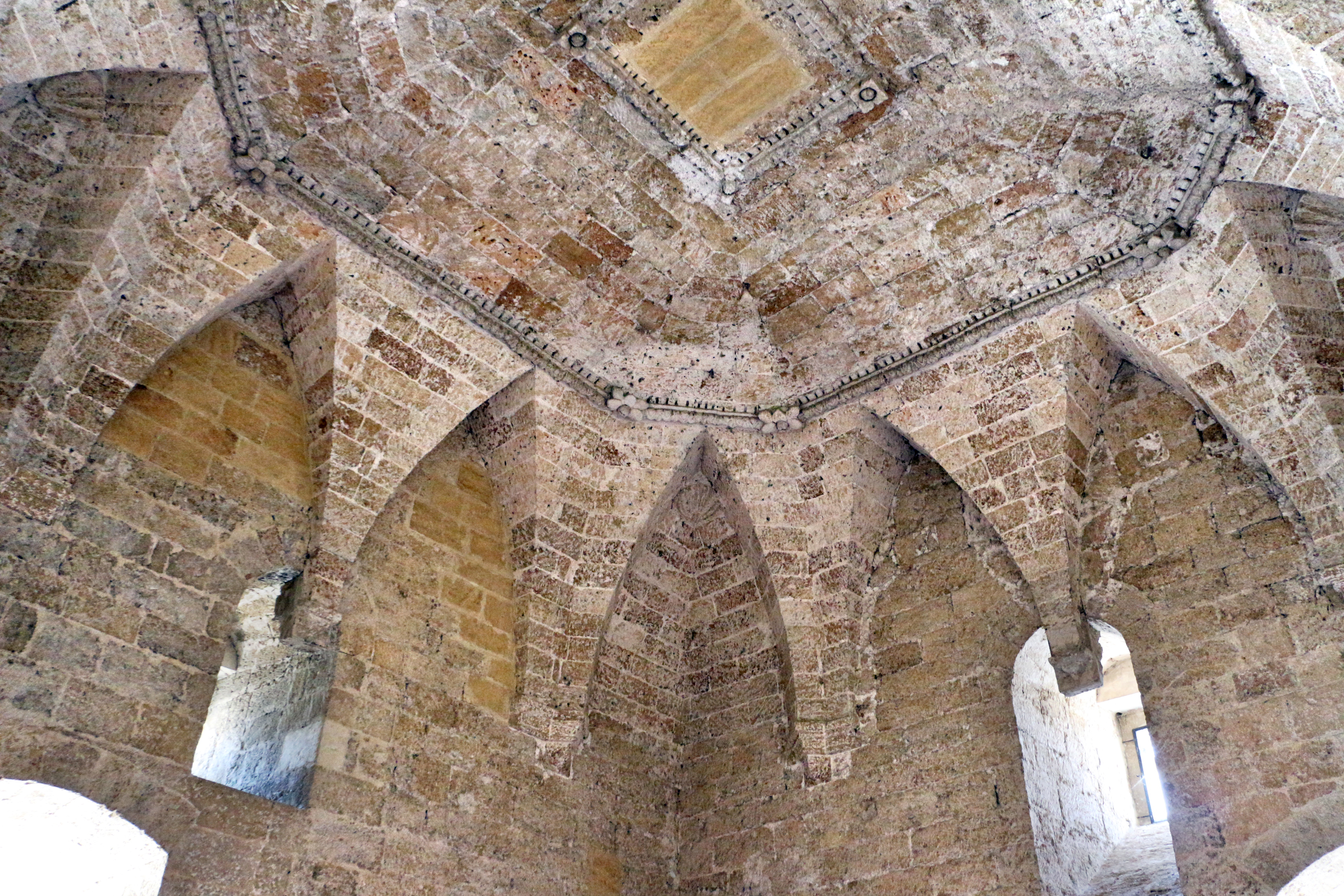
Volta interna della torre de' Rossi

La torre è il mastio costruito in epoca normanna e poi inglobato nell'impianto federiciano. Il nome deriva da una nobile famiglia toscana, che vi alloggiò quando venne a Gioia del Colle ad omaggiare l'Imperatore.
Una porta sul lato ovest conduce alle scale interne verso i piani superiori della torre e quindi alla terrazza.
La volta che copre la sala è formata da dodici archetti acuti pensili, uniti da una sottile cornice quadrata con motivi fitomorfi; ai quattro angoli, nei vani degli archetti, sono quattro elementi decorativi a conchiglia. Essa fu probabilmente realizzata nel XVI secolo.
Federico II e Bianca Lancia d'Agliano si conobbero nel 1225 pochi mesi dopo l’infelice matrimonio tra l’imperatore e Jolanda di Brienne, e condussero una relazione dalla quale nacque Manfredi di Sicilia, che erediterà il trono di Sicilia.
Secondo la leggenda tramandata da padre Bonaventura da Lama e ripresa dallo storico Pantaleo, durante la gravidanza di Manfredi, Bianca Lancia fu imprigionata nelle segrete del castello di Gioia per un atto di adulterio, o per gelosia da parte di Federico II.
Dopo aver partorito, a causa dell’offesa arrecatale da Federico, Bianca Lancia si uccise con un pugnale dopo essersi recisi i seni, che mandò all’imperatore su un vassoio assieme al neonato Manfredi. Si tramanda che il suo corpo fu tumulato nella prigione, ma nessuna tomba è stata mai trovata. Sono invece visibili due rotondità a forma di seni, scolpite su un blocco di pietra lungo la muratura interna esposta ad est.
Stando alla storia, invece, nel 1246 Federico sostava presso il castello di Gioia provenendo da Foggia, dove trovò l'amante molto sofferente. Questa gli chiese di legittimare i tre figli avuti dalla loro relazione e Federico, nel frattempo vedovo della terza moglie Isabella, si unì a lei con un regolare matrimonio consentendole di essere imperatrice per pochi giorni. Secondo la Chronica di fra' Salimbene da Parma, invece, il matrimonio avvenne nel 1250, poco prima della morte dell'imperatore.
Altre fonti indicano il castello di Monte Sant'Angelo come luogo della relazione clandestina tra Federico II e Bianca Lancia.

### Torre dell'Imperatrice

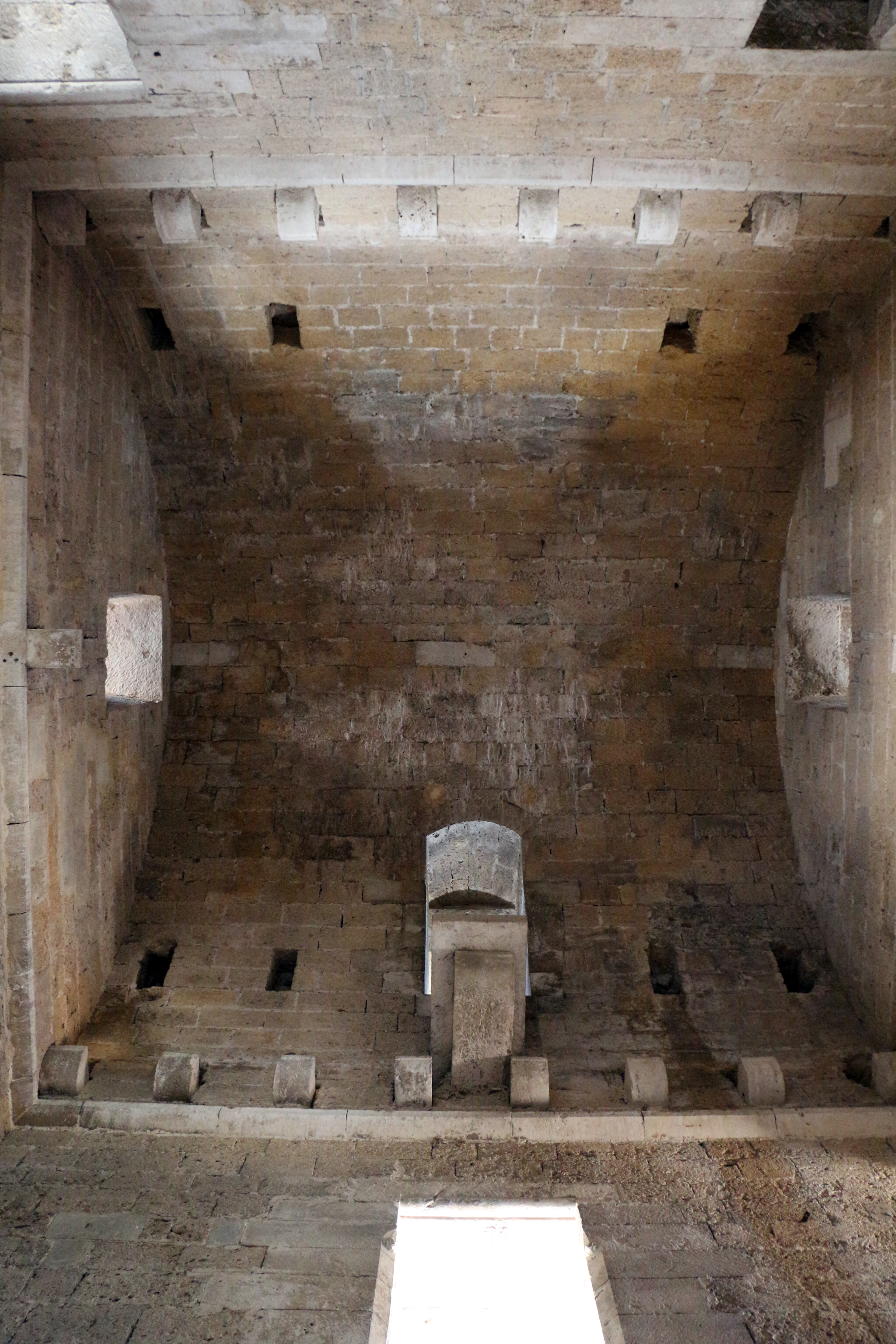
Interno della torre dell'Imperatrice

Dalla Sala del Gineceo, per mezzo di una scala, si accede a quella che probabilmente era la camera da letto dei reggenti del Castello, all'interno della cosiddetta Torre dell'Imperatrice, posta all'angolo sud-est del Castello. La torre risale al periodo svevo ed è stata realizzata facendo largo uso della locale pietra calcarea molto chiara. Il nome della torre rimanda a Bianca Lancia, amante di Federico II e madre di Manfredi, nato secondo una leggenda nelle segrete del Castello, dove l'Imperatrice fu rinchiusa con l'accusa di tradimento.
Gli ambienti della torre erano riservati alla famiglia. Ad essa erano destinati i servizi igienici ricavati in uno stanzino sul lato nord del locale, dotati di sbocco all'esterno.
La torre era composta di tre piani, di cui restano solo le mensole, su cui poggiavano le travi dei solai in legno, crollati ma non ricostruiti. Ai piani superiori si accedeva tramite scale a pioli in legno. Dall'ultimo piano si raggiungeva la piattaforma esterna, attraverso una scala a chiocciola in pietra, poggiante su una lastra sporgente dal muro.

### Leggenda di Federico II e Bianca Lancia
Bianca Lancia, della famiglia dei conti di Loreto, riuscì a conquistare il cuore di Federico. I due si conobbero nel 1225, durante il matrimonio con Jolanda di Brienne.
Non potendo convolare a nozze, i due mantennero una relazione clandestina da cui nacquero i figli Costanza, Manfredi e forse anche Violante.
Secondo una leggenda che ci è stata tramandata da padre Bonaventura da Lama e ripresa dallo storico Pantaleo, durante la gravidanza di Manfredi per gelosia Federico tenne rinchiusa l'amante in una torre del castello di Gioia del Colle. La principessa non poté resistere all'umiliazione; vinta dal dolore, si tagliò i seni e li inviò all'Imperatore su un vassoio assieme al neonato. Dopo di che, conclude il cronista, "passò ad altra vita". Da quel giorno, ogni notte, nella torre del Castello detta ora Torre dell'Imperatrice si ode un flebile, straziante lamento: il lamento di una donna offesa che protesta all'infinito la propria innocenza.
Se questa è leggenda, la storia è un po' più controversa ma non meno toccante. Secondo alcuni nel 1246 Federico — nel frattempo vedovo della terza moglie Isabella — si trasferì da Foggia al Castello di Gioia del Colle, dove trovò l'amante assai sofferente. La donna gli chiese allora di legittimare i tre figli nati dal loro amore, unendosi a lei con un regolare matrimonio: cosa che avvenne e che consentì a Bianca di essere per pochi giorni un'Imperatrice.

## Il Castello come location cinematografica
Nel 1964 Pier Paolo Pasolini scelse il Castello per girare alcune sequenze del film Il Vangelo secondo Matteo: la reggia di Erode e la danza di Salomè, che si svolse nella Sala del Trono; il saluto di Erode ai Re Magi ai piedi della scala monumentale nel cortile.
Nell'estate 2014 il Castello di Gioia del Colle è stato scelto come prestigiosa location per le riprese di altri due film, di carattere storico - letterario: Francesco, sul Santo d'Assisi, della regista Liliana Cavani, che ha ambientato nella Sala del Trono il celebre episodio dell'incontro di San Francesco con il Sultano e nella Torre Imperatrice brevi sequenze relative alla malattia di Francesco; le scene d'interno del film Il racconto dei racconti del regista Matteo Garrone, ispirato all'opera seicentesca Lo cunto de li cunti di Giambattista Basile.